# Залужжя (Володимирський район)
Залу́жжя — село в Україні, в Устилузькій міській територіальній громаді Володимирського району Волинської області. Населення становить 305 осіб.
У серпні 2015 року село увійшло до складу новоствореної Устилузької міської громади.

## Географія
Селом протікає річка Луга.

## Історія
У 1906 році село Коритницької волості Володимир-Волинського повіту Волинської губернії. Відстань від повітового міста 12 верст, від волості 13. Дворів 59, мешканців 449.
До 14 серпня 2015 року село входило до складу Устилузької міської ради Володимир-Волинського району Волинської області.
12 червня 2020 року, відповідно до розпорядження Кабінету Міністрів України № 708-р «Про визначення адміністративних центрів та затвердження територій територіальних громад Волинської області», увійшло до складу Устилузької міської територіальної громади.
19 липня 2020 року, в результаті адміністративно-територіальної реформи та ліквідації  Володимир-Волинського району(1940—2020), село увійшло до новоутвореного Володимир-Волинського району (від 18 липня 2022 Володимирського).

## Населення
Згідно з переписом УРСР 1989 року чисельність наявного населення села становила 311 осіб, з яких 142 чоловіки та 169 жінок.
За переписом населення України 2001 року в селі мешкало 305 осіб.

### Мова
Розподіл населення за рідною мовою за даними перепису 2001 року:
| Мова       | Відсоток |
| ---------- | -------- |
| українська | 97,70 %  |
| російська  | 2,30 %   |